# (3911) Otomo
(3911) Otomo est un astéroïde de la ceinture principale découvert le 31 août 1940 par l'astronome allemand Karl Wilhelm Reinmuth. Le lieu de découverte est Heidelberg (024). Sa désignation provisoire était 1940 QB.
Sa distance minimale d'intersection de l'orbite terrestre est de 1,743050 ua.